# Sesuvium
Trianthema je biljni rod iz porodice čupavica raširen po svim kontinentima osim Europe. Postoji 13 vrsta jednogodišnjeg raslinja i trajnica
Rod je opisao 1758. Carl Linné. Tipična vrsta je S. portulacastrum (L.) L.

## Vrste
1. Sesuvium ayresii Marais
2. Sesuvium congense Welw. ex Oliv.
3. Sesuvium crithmoides Welw.
4. Sesuvium edmonstonei Hook.f.
5. Sesuvium humifusum (Turpin) Bohley & G.Kadereit
6. Sesuvium hydaspicum (Edgew.) Gonç.
7. Sesuvium maritimum (Walter) Britton, Sterns & Poggenb.
8. Sesuvium mezianum (K.Müll.) Bohley & G.Kadereit
9. Sesuvium portulacastrum (L.) L.
10. Sesuvium rubriflorum (Urb.) Bohley & G.Kadereit
11. Sesuvium sesuvioides (Fenzl) Verdc.
12. Sesuvium trianthemoides Correll
13. Sesuvium verrucosum Raf.

## Sinonimi
- Cypselea Turpin
- Halimus Rumph. ex Kuntze
- Psammanthe Hance
- Pyxipoma Fenzl
- Radiana Raf.